# Parantica philo
Parantica philo är en fjärilsart som beskrevs av Grose-smith 1895. Parantica philo ingår i släktet Parantica och familjen praktfjärilar. IUCN kategoriserar arten globalt som sårbar. Inga underarter finns listade i Catalogue of Life.